# فرانك شيروود رولاند
فرانك شيروود رولاند (Frank Sherwood Rowland) هو كيميائي أمريكي ولد في 28 جوان 1927.
ولد شروود رولند في ديلوير بأوهايو. تحصل على بكالوريوس من جامعة أوهايو وسلين سنة 1948 ومن ثم ماجستير سنة 1951 ودكتوراه سنة 1952 وكلاهم من جامعة شيكاغو. بين 1952 و 1956 عمل في جامعة برنستون ونضم بعد ذلك إلى جامعة كنساس بين 1956 و 1964. في سنة 1964 أصبح بروفسورا في جامعة كاليفورنيا في إرفاين. في وسط السبعينات بدأ في التعاون مع ماريو مولينا وانتخب سنة 1978 في الأكاديمية الوطنية للعلوم. عرف بأحاثه حول أثر مادة الكلورو فلورو كربون (CFC) على طبقة الاوزون. حيث يعتبر أول من اكتشف هذه المادة لتكون بديلا عن المادة السامة الامونيا (نشادر)
تحصل في سنة 1995 على جائزة نوبل في الكيمياء مع بول كروتزن وماريو مولينا بفضل أعمالهم عمله حول كيمياء الجو وخصوصا عن كيفية تكون وتحلل الاوزون.

## روابط خارجية
- فرانك شيروود رولاند على موقع الموسوعة البريطانية (الإنجليزية)
- فرانك شيروود رولاند على موقع مونزينجر (الألمانية)
- فرانك شيروود رولاند على موقع إن إن دي بي (الإنجليزية)